# 전통무예원류적통자
전통무예원류적통자(傳統武藝源流嫡統者)는 무예를 창시, 복원 또는 전승한 자로, 무예를 창시(創始), 복원(復原) 또는 전승(傳承)한 사람이다.
그는 무예의 무적 공법ㆍ기법ㆍ격투체계에 대하여 독창적으로 정형화하고, 체계화된 표준 교서(책) 또는 일정한 수준의 실체성을 최초로 정립한 사람으로, 한국의 전통무예는 창시무예, 복원무예, 전승무예로 분류된다.
창시무예(創始武藝)는 시대적 환경과 특성에 따라 전투력향상 또는 직무능력 개발 목적으로 창안하여 창시자(創始者)가 무예의 무적 공법ㆍ기법ㆍ격투체계에 대하여 학문적으로 정형화 체계화 한 것으로 무예수련장, 학교, 직장, 지역사회에서 널리 보급되어 수련되고 있는 무예이다. 경호무술, 특공무술, 회전무술 따위가 창시무예이다.

복원무예(復原武藝)는 그 자취가 전승되지 못하고 인멸(湮滅) 또는 멸실(滅失)되어버린 한국 역사속의 무예를 복원 해낸 것이다. 조선시대에 편찬된 “무예제보 6기”(선조 31년-1598) “무예신보 18기”(영조35년-1759) “무예도보통지 24기”년(정조 14년- 1790)등의 사료를 발굴하고 연구하여 복원자가 무적 공법ㆍ기법ㆍ격투체계를 책(교본, 논문)으로 당시대의 무예를 나름의 틀을 재구성 하여 복원해낸 무예를 복원무예라 한다. ( 사료가 되는 무예제보(93년 발굴), 무예제보번역속집(국내1권, 2001년 보물 제1321호 지정), 무예도보통지(1790)는 전해져 오고 있으나 안타깝게도 무예신보는 아직 발굴되지 못하여 전해 내려오지 못하였다. 복원무예로는 24반무예, 마상무예, 18기무예가 있다. ) 

전승무예(傳承武藝)는 민중, 불가, 가전, 산중에서 무예의 무적 공법ㆍ기법ㆍ격투체계가 인습에 의해 계승되어 전승된 무예이다. 창시자 또는 복원자의 문하생중 수제자가 무예의 원형과 본질을 보존하고 계승발전 시켜나간다. 이처럼 스승을 이어 수제자인 전승자(傳承者)가 적통전승계보에 따라 실제적으로 이루어진 무예를 말한다. 대표적으로 택견(국가중요무형문화재 제76호. 1983년 지정)이 있다. 택견의 1대 예능보유자는 송덕기, 신한승이며 1대 기능보유자가 모두 작고한 이후 2대 예능보유자는 정경화(1995년 지정 ~ 현재)이다. 전승무예로는 택견(민중전승), 선무도(불가전승), 국선도(불가전승), 정도술(가전전승), 기천(산중전승) 따위가 전해지고 있다. 이러한 창시, 복원 또는 전승된 무예에서 창시무예 종목을 창시(創始)한 창시자, 복원무예 종목을 복원(復原)한 복원자, 전승무예의 종목을 계승한 전승자를 통틀어 말한다.
복원↔재현 용어 비교 분석 쓰임새
復元 복원
부서지거나 없어진 사물(事物)을 원래(原來)의 모습이나 상태(狀態)로 되돌려 놓는 것

같은 뜻을 가진 한자어(유의어)
復原 복원
復 회복할 복, 다시 부
原 언덕 원/근원 원

※용어참고※
바른용어 쓰임새
경복궁 복원사업
유적건물 복원사업
조선도검유물 복원
조선갑옷유물 복원

再現 재현 2 [재ː현]
명사 다시 나타남. 또는 다시 나타냄.
명사 심리 [같은 말] 재생1(再生)(7. 이미 경험하거나 학습한 정보를 다시 기억해 내는 일)

※용어참고※
바른용어 쓰임새
무예도보통지재현단체
무예24기재현단체
무예18기재현단체
24기재현무예=18기재현무예
24반재현무예=18반재현무예
전승재현무예. 전통재현무예. 전통무예 재현자
마상육기재현=마상기예재현=마상재재현=마보무예재현
복원용어쓰임새
※문장 한예시↓※
예를 들어, 경복궁을 미국에 (복원)하면 제대로된 (복원)이라 할 수 없을 것이다. 그러나 실제 (복원) 현장에서는 너무나 쉽게 지켜지지 않는데, 현실적인 문제로 원래 자리에 (복원)할 수 없게 되어 이전해서 (복원)하는 등의 일이 많기 때문. 고층 건물이나 아파트 단지가 들어서서 굴러온 돌에 뽑혀 버려진 돌처럼 된 유물이나 유적이 꽤 많다. 심지어 멀쩡한 문화재를 파괴하면서까지 건물을 새로 짓기도 한다. 이는 자본주의 시장과 유관한 문제이다.
본래의 재료
대리석으로 지었으면 대리석으로, 화강암으로 지었으면 화강암으로 다시 (복원)해야 한다는 것이다. 당연히 소나무로 지었으면 소나무로, 참나무로 지었으면 참나무로 (복원)해야 한다. 단순히 같은 석재나 목재만 쓰면 끝인 게 아니고 같은 지역에서 난 석재나 목재를 써야 한다. 예를 들어, 한 성당을 북이탈리아에서 난 대리석으로 지었으면 (복원)할 때도 북이탈리아산 대리석을 쓰고, 경상도에서 자라는 금강송으로 지었으면 경상도 금강송을 써야 한다. 목조 건축물인데 콘크리트로 다시 짓는 행위는 말라는 말이다.

재현용어쓰임새
※문장 한예시↓※
본 논문은 남산골 한옥마을의 사례를 통해서 전통문화관광에서 관광운영자가 전통공연을 (재현)하고 관광객들이 그것을 수용하는 과정에서 나타나는 진정성에 대한 인식, 그리고 이러한 진정성 인식은 전통문화.춤의 (재현)과 수용 과정에서 작동 양상에 대한 민족지적인 연구이다. 근년에 문화유산관광 등 전통문화를 비롯한 문화관광은 활발하게 하고 있으며 관광이라는 방식을 통해서 전통을 개발하고 활용해서 (재현)과 재구성을 한다. 이렇게 (재현)하는 전통에 대해 진정성이라는 문제에 초점을 맞추어 한국의 문화관광 영역에서 이루어지는 전통의 계승 및 재구성 모습의 한 단면을 파악하고자 한다. 
진정성은 관광연구에서 많이 논의해오는 핵심 개념으로서 본문은 구성주의적인 진정성 주장에서 출발하지만 관광대상으로 된 전통에 대해 사람마다 각자 구성하는 개인적인 다양한 진정성 인식보다는 속하는 사회의 영향을 받아 실제 어느 정도에서 공동의 진정성 인식을 가지고 있다. 이런 진정성은 "객관적"인 상징적 진정성이라고 할 수 있고 관광운영자가 전통문화공연의 (재현), 그리고 관광객들이 이 (재현)된 전통에 대한 수용은 직접적으로 영향을 미친다.

복원↔재현 용어 비교 분석 수정

전통무예원류적통자(傳統武藝源流嫡統者)는 무예를 창시, (복원×)→재현 또는 전승한 자로, 무예를 창시(創始), (복원(復原)×)→재현(再現)   또는 전승(傳承)한 사람이다.
그는 무예의 무적 공법ㆍ기법ㆍ격투체계에 대하여 독창적으로 정형화하고, 체계화된 표준 교서(책) 또는 일정한 수준의 실체성을 최초로 정립한 사람으로, 한국의 전통무예는 창시무예, (복원무예×)→재현무예, 전승무예로 분류된다.
창시무예(創始武藝)는 시대적 환경과 특성에 따라 전투력향상 또는 직무능력 개발 목적으로 창안하여 창시자(創始者)가 무예의 무적 공법ㆍ기법ㆍ격투체계에 대하여 학문적으로 정형화 체계화 한 것으로 무예수련장, 학교, 직장, 지역사회에서 널리 보급되어 수련되고 있는 무예이다. 경호무술, 특공무술, 회전무술 따위가 창시무예이다.
(복원무예(復原武藝)×)→재현무예(再現武藝)는 그 자취가 전승되지 못하고 인멸(湮滅) 또는 멸실(滅失)되어버린 한국 역사속의 무예를 (복원×)→재현해낸 것이다. 조선시대에 편찬된 “무예제보 6기”(선조 31년-1598) “무예신보 18기”(영조35년-1759) “무예도보통지 24기”년(정조 14년- 1790)등의 사료를 발굴하고 연구하여 (복원자×)→재현자가 무적 공법ㆍ기법ㆍ격투체계를 책(교본, 논문)으로 당시대의 무예를 나름의 틀을 재구성 하여 (복원×)→재현해낸 무예를 (복원무예×)→재현무예라 한다. ( 사료가 되는 무예제보(93년 발굴), 무예제보번역속집(국내1권, 2001년 보물 제1321호 지정), 무예도보통지(1790)는 전해져 오고 있으나 안타깝게도 무예신보는 아직 발굴되지 못하여 전해 내려오지 못하였다. (복원무예×)→재현무예로는 24반무예,무예24기, (마상무예×)→마보무예,마상육기,마상기예,마상재, 18기무예가 있다. )
전승무예(傳承武藝)는 민중, 불가, 가전, 산중에서 무예의 무적 공법ㆍ기법ㆍ격투체계가 인습에 의해 계승되어 전승된 무예이다. 창시자 또는 (복원×)→재현자의 문하생중 수제자가 무예의 원형과 본질을 보존하고 계승발전 시켜나간다. 이처럼 스승을 이어 수제자인 전승자(傳承者)가 적통전승계보에 따라 실제적으로 이루어진 무예를 말한다. 대표적으로 택견(국가중요무형문화재 제76호. 1983년 지정)이 있다. 택견의 1대 예능보유자는 송덕기, 신한승이며 1대 기능보유자가 모두 작고한 이후 2대 예능보유자는 정경화(1995년 지정 ~ 현재)이다. 전승무예로는 택견(민중전승), 선무도(불가전승), 국선도(불가전승), 정도술(가전전승), 기천(산중전승) 무예가 전해지고 있다. 이러한 창시, (복원×)→재현 또는 전승된 무예에서 창시무예 종목을 창시(創始)한 창시자, (복원무예×)→재현무예 종목을 (복원(復原)×)→재현(再現) 한 (복원자×)→재현자, 전승무예의 종목을 계승 전승자를 통틀어 말한다.